# Kościół Matki Bożej Różańcowej w Krakowie (Skotniki)
Kościół Matki Bożej Różańcowej – zabytkowy parafialny kościół rzymskokatolicki znajdujący się w Krakowie, w dzielnicy VIII Dębniki przy ul. Skotnickiej 139a, w Skotnikach.
Skotniki, dawna podkrakowska wieś, należała do parafii tynieckiej.
Własną świątynię wybudowali skotniczanie w latach 1912–1915. Projektantami budowli byli Feliks i Franciszek Starczyńscy.
Neogotycki kościół jest orientowany, jednonawowy, zbudowany na planie krzyża łacińskiego. Zbudowany jest w całości z cegły. W latach 1997–1999 został rozbudowany, dobudowano transept i prezbiterium. Najstarsza część świątyni stała się nawą główną. Całość nakryto dachem z miedzianej blachy. W 2001 roku wykonane zostały witraże w oknach bocznych. Obok kościoła stoi dzwonnica z dwoma dzwonami.
Kościół został poświęcony 4 lipca 1915 r. przez ks. Walentego Piotrowskiego, proboszcza Mogilan.
Był kościołem filialnym parafii tynieckiej. W dniu 25 października 1921 erygowano w Skotnikach parafię i świątynia została kościołem farnym a 12 grudnia 1951 parafia została wyłączona z dekanatu skawińskiego i włączona do dekanatu Kraków-Salwator.
Obok świątyni, po jej wschodniej stronie znajduje się skotnicki cmentarz parafialny powstały w 1919 roku, na którym jako pierwszy został pochowany ks. Ludwik Kippe, pierwszy duszpasterz w Skotnikach.

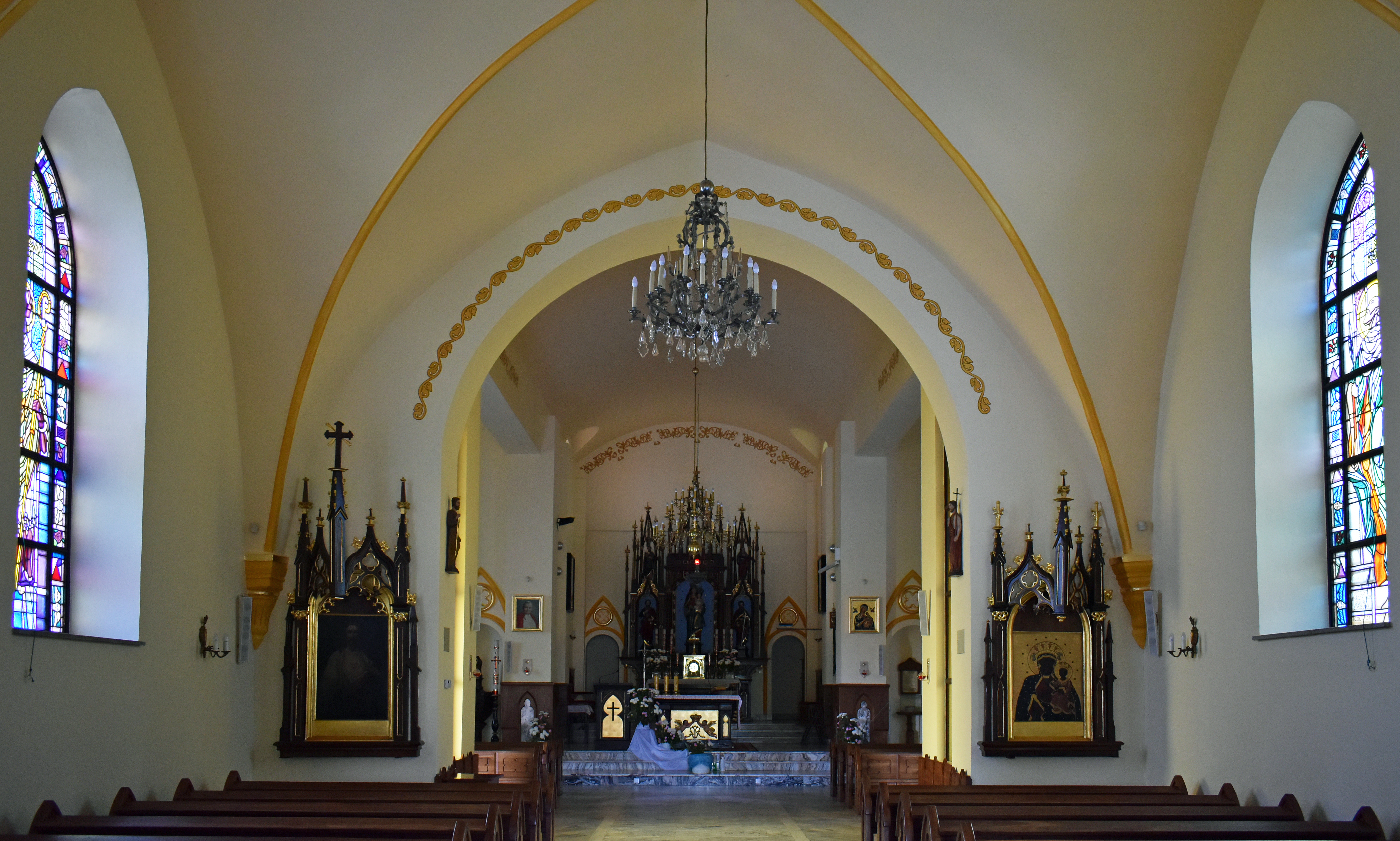
Wnętrze kościoła